# Brustschwimmen

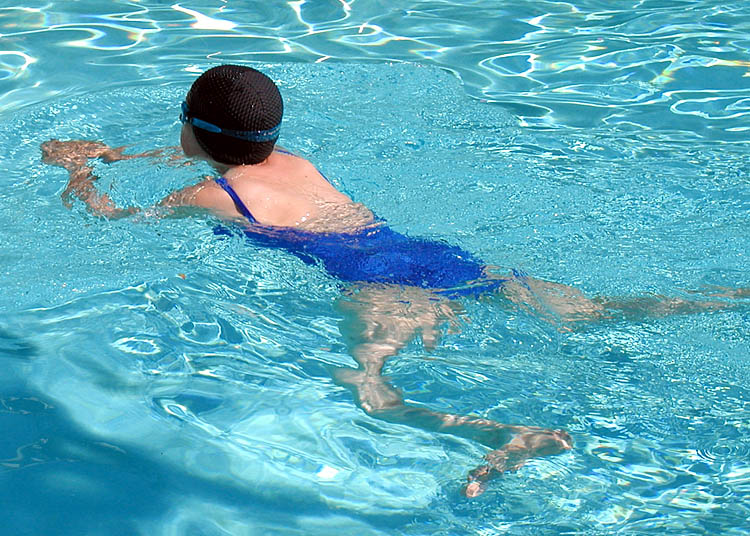
Brustschwimmen

Brustschwimmen (englisch Breaststroke) ist eine Schwimmart. Es wird im deutschsprachigen bzw. europäischen Raum in Schwimmkursen meist als erste Technik erlernt. Erstmals wurde es 1538 von Nikolaus Wynmann und abermals um 1815 von Ernst von Pfuel systematisch beschrieben.
Die Wettkampfvariante ist die schwierigste und am zeitaufwendigsten zu erlernende Schwimmart. Die gegenseitige Koordination der Bewegungsabläufe von Armen und Beinen ist beim Wettkampfbrustschwimmen um einiges anspruchsvoller als bei allen anderen Schwimmarten.

## Technik

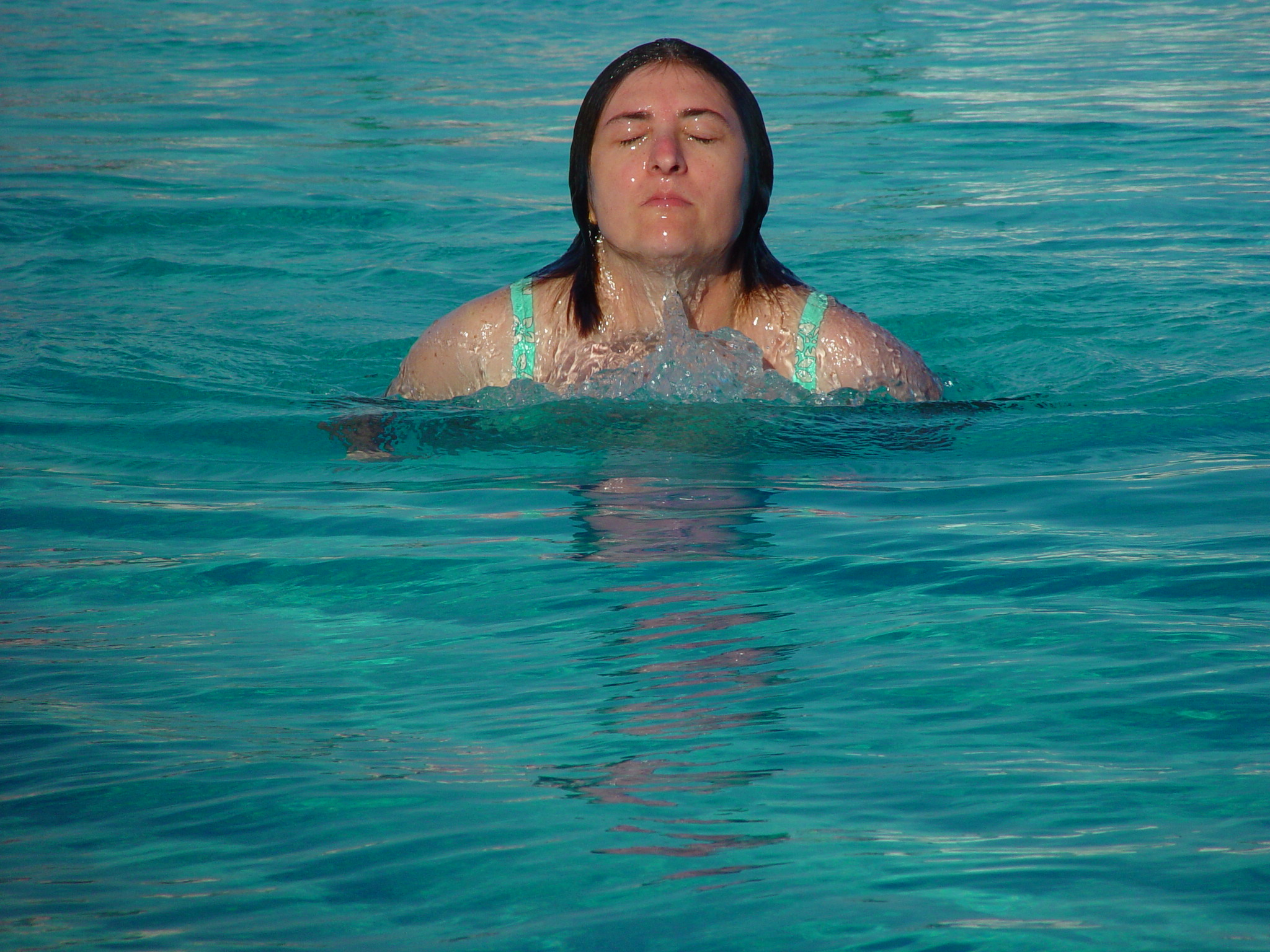
Brustschwimmen (Vorderansicht)

Beim Brustschwimmen in der klassischen Gleitzugtechnik werden die Arme – unter Wasser liegend – gleichzeitig nach vorn gebracht, so dass sie parallel liegen. Während ihrer anschließenden Bewegung seitlich nach hinten und unten sind die Hände leicht nach innen gestellt. Dadurch werden der Oberkörper und der Kopf über das Wasser gehoben (hydrodynamischer Lift) und es wird eingeatmet. Die optimale Stellung der Handflächen und deren Lage relativ zum Becken werden als Wassergefühl bezeichnet und sind entscheidend für den Auf- und Vortrieb. Die Bewegung entlang der Körperachse relativ zum Körper ist recht gering. Der weitaus größte Impuls erfolgt durch die Zug- und Schub-Bewegung entgegen der Schwimmrichtung.
Nach der vollständig ausgeführten Armbewegung wird der Kopf ins Wasser zwischen die Arme gesenkt; daran schließt sich der Beinschlag an. Er wird als Grätschbeinschlag ausgeführt, heute in der Variante der Schwunggrätsche. Er trägt weit überwiegend zum Vortrieb bei (ca. 70 %). Auf den Grätschbeinschlag folgt eine Gleitphase, bei der der Körper lang und horizontal im Wasser liegt (ohne Hohlkreuz) und unter Wasser ausgeamtmet wird. Manche Schwimmer können aufgrund der Disposition ihrer Hüftgelenke keine reguläre Brustschwimmtechnik mit Grätschschlag ausführen.
Bei der moderneren Undulationstechnik (von lat. unda – die Welle) werden die Hände über Wasser nach vorn geführt, um den Wasserwiderstand zu verringern. Zugleich wird während des Vorwärts-Schubs eine Wellenbewegung des Körpers ähnlich wie beim Schmetterlingsschwimmen durchgeführt. Dadurch wird ein zusätzlicher Vortrieb erzeugt. Diese Technik erfordert erheblich mehr Kraft und Energieeinsatz und wird heute im Wettkampf genutzt. Die Regelhaftigkeit dieser Stilvariante war zunächst umstritten, mittlerweile wird sie aber als regelkonform angesehen.

## Wettkampfregeln
Die Wettkampfregeln der FINA besagen, dass der Körper vom Beginn des ersten Armzuges nach dem Start und nach jeder Wende vollständig in Brustlage gehalten werden muss. Die Schultern müssen dabei parallel zur Wasseroberfläche liegen. Eine Rollbewegung zur Rückenlage ist zu keinem Zeitpunkt erlaubt. Nach dem Start und nach jeder Wende darf der Schwimmer einen sogenannten Tauchzug durchführen, bevor er an die Wasseroberfläche zurückkehrt. Dabei führt er, vollständig untergetaucht, einen vollen Armzug bis zu den Oberschenkeln und einen Brust-Beinschlag (Grätschbeinschlag) aus. Während der Unterwasserbewegung ist es auch erlaubt, vor dem ersten Brustbeinschlag einen einzigen Schmetterlingsbeinschlag auszuüben. Der Kopf muss die Wasseroberfläche durchbrechen, bevor sich die Hände im zweiten Armzug nach innen und wieder nach vorne drehen.
Danach muss in jedem vollständigen Zyklus, bestehend aus einem Armzug und einem Beinschlag, irgendein Teil des Kopfes die Wasseroberfläche durchbrechen. Alle Bewegungen der Arme müssen gleichzeitig ausgeführt werden. Die Hände müssen an oder unter der Wasseroberfläche zurückgebracht und von der Brust aus gleichzeitig an, unter oder über der Wasseroberfläche vorwärts gebracht werden. Die Ellbogen müssen dabei unter Wasser bleiben, außer beim letzten Armzug vor dem Zielanschlag. Außer beim ersten Zug nach dem Start und nach jeder Wende dürfen die Hände nicht weiter als bis zur Hüfte nach hinten gebracht werden. Alle Bewegungen der Beine müssen ständig gleichzeitig ohne Wechselbewegungen ausgeführt werden. Beim Beinschlag müssen die Füße bei den Rückwärtsbewegungen auswärts gedreht werden. Fortlaufende Bewegungen in Form eines Schmetterlingsbeinschlages sind nicht erlaubt. Bei jeder Wende und am Ziel muss der Schwimmer mit beiden Händen gleichzeitig an, über oder unter der Wasseroberfläche anschlagen.

## Schwimmfehler
Aufgrund des komplexen Bewegungsablaufes werden beim Brustschwimmen viele Schwimmfehler gemacht. Wenn ein Brustschwimmer kein ausreichendes Tempo schwimmen kann, stimmt meistens der Bewegungsablauf der Beine nicht, da Fehler der Armbewegungen sich nicht so gravierend auf das Schwimmtempo auswirken. Die beiden am häufigsten vorkommenden Schwimmfehler sind der Scherenbeinschlag und der sogenannte Spitzfuß.
Beim Scherenbeinschlag liegt die Hüfte des Schwimmers nicht horizontal im Wasser, sodass kein symmetrischer Grätschschlag möglich ist. Das Zusammenschlagen der Beine in Schräglage erinnert dabei an eine Schrittbewegung; das eine Bein wird schräg von unten nach oben und das andere von oben nach unten geführt. Der Scherenbeinschlag entsteht meistens dann, wenn ein Lernender versucht, in relativ flachem Wasser das Brustschwimmen zu erlernen und vorsichtshalber ein Bein in Bodennähe lässt. Dabei wird dann – genau wie beim Sprungbein – immer das gleiche Bein benutzt. Der asymmetrische Bewegungsablauf geht ins Unterbewusstsein über und wird als symmetrisch empfunden. Um sich nicht abstützen zu können, sollten Kinder daher nur in genügend tiefem Wasser und mit Auftriebshilfen das Schwimmen erlernen. Selten wird dieser Schwimmfehler auch durch orthopädisch bedingte Haltungsschäden verursacht.
Beim Spitzfuß stimmt die Haltung der Füße während des Grätschschlages nicht. Die Fußspitzen werden nicht gebeugt, sondern gestreckt und „stechen“ mit geringem Widerstand ins Wasser. Durch den zu geringen Wasserwiderstand kann kein ausreichender Vortrieb erzeugt werden. Dieser Schwimmfehler kann mit Flap Fins (Schwimmflossen für das Brustschwimmen, die auch Breaststroke Fins genannt werden) verhindert oder korrigiert werden.